# Jaroslav Kikelj
Jaroslav Kikelj, slovenski katoliški študentski organizator, * 15. maj 1919, Opčine, † 18. marec 1942, Ljubljana.

## Življenje in delo
Po gimnaziji in maturi v Mariboru je končal 2 letnika Medicinske fakultete v Ljubljani in se v začetku leta 1942 vpisal še na ljubljansko Filozofsko fakulteto. Kikelj je bil že kot dijak mariborske gimnazije predsednik Slomškovega okrožja Fantovskih odsekov, v času študija v Ljubljani pa med najvplivnejšimi privrženci Katoliške akcije, mladcev Kristusa Kralja in predsednik društva mladincev Vir. Decembra 1941 ga je italijanska fašistična oblast imenovala za člana direktorija Ljubljanske univerzitetne organizacije (Organizzazione Universitaria di Lubiana), različice Fašistične univerzitetne mladine v Italiji; dolžnost je sprejel, ker je italijanski okupator grozil z zaprtjem univerze in izgonom vseh študentov, ki niso bili iz Ljubljanske pokrajine, če se ne ustanovi omenjena organizacija. Vodstvo Varnostno-obveščevalne službe Osvobodilne fronte ga je osumilo, da je pri množičnih okupatorjevih aretacijah sodeloval pri odkrivanju privržencev Osvobodilne fronte med študenti in ga dalo usmrtiti. Kikelj je bil ustreljen v času, ko na ubijanje, ki ga je v imenu Osvobodilne fronte organizirala Komunistična partija Slovenije, še nihče ni odgovarjal z  orožjem. V mariborski cerkvi sv. Jožefa so mu 1. marca 2000 odkrili doprsni kip, ljubljanska nadškofija pa ga je junija 2000 razglasila za slovenskega pričevalca vere.